# Горбуновка (Забайкальский край)
Горбуновка — село в Нерчинско-Заводском районе Забайкальского края России. Административный центр и единственный населённый пункт сельского поселения «Горбуновское».

## География
Село находится в юго-восточной части района, на левом берегу реки Аргунь, вблизи государственной границы с Китаем, на расстоянии примерно 11 километров (по прямой) к юго-востоку от села Нерчинский Завод. Абсолютная высота — 511 метров над уровнем моря.
Климат
Климат характеризуется как резко континентальный, с продолжительной морозной зимой и относительно коротким тёплым летом. Средняя температура самого тёплого месяца (июля) составляет 18 — 19 °С (абсолютный максимум — 40 °С). Средняя температура самого холодного месяца (января) — −28,9 °С (абсолютный минимум — −53 °С). Годовое количество осадков — 412—420 мм.
Часовой пояс
Село Горбуновка находится в часовой зоне МСК+6. Смещение применяемого времени относительно UTC составляет +9:00.

## История
Основано в 1717 году на месте казачьего караула. В 1931 году, в ходе коллективизации, был организован колхоз «Красный пограничник», реорганизованный в 1961 году в отделение совхоза «Нерчинско-Заводский»; с 1983 года— отделение совхоза «Олочинский».

## Население
| 2002 | 2010 | 2012 | 2013 | 2014 | 2015 | 2016 |
| ---- | ---- | ---- | ---- | ---- | ---- | ---- |
| 314  | ↘297 | ↘292 | ↘281 | ↘263 | ↗268 | ↗274 |
| 2017 | 2018 | 2019 | 2020 | 2021 |      |      |
| →274 | ↘268 | ↘263 | ↘258 | ↘183 |      |      |

Половой состав
По данным Всероссийской переписи населения 2010 года в гендерной структуре населения мужчины составляли 53,2 %, женщины — соответственно 46,8 %.
Национальный состав
Согласно результатам переписи 2002 года, в национальной структуре населения русские составляли 97 % из 314 чел.

## Инфраструктура
В селе функционируют основная общеобразовательная школа, детский сад, библиотека и фельдшерский пункт.